# Lorraine (programma televisivo)
Lorraine è un programma televisivo britannico di genere talk show, in onda dal 6 settembre 2010 sulla rete televisiva ITV e condotto da Lorraine Kelly.

## Storia del programma
In seguito all'acquisizione dell'emittente GMTV da parte di ITV era stato chiuso un programma simile, chiamato GMTV with Lorraine.
Il programma è stato trasmesso dalle 8:30 alle 9:20 fino al 2020, quando l'orario di messa in onda è stato fissato dalle 9:00 alle 10:00.